# Tomislaw Georgiew
Tomislaw Georgiew (bulgarisch Томислав Георгиев; * 8. Juni 1997 in Sofia) ist ein bulgarischer Eishockeyspieler, der seit 2018 für den SK Irbis-Skate in der bulgarischen Eishockeyliga spielt.

## Karriere
Tomislaw Georgiew begann seine Karriere als Eishockeyspieler in der Nachwuchsabteilung des HK Slawia Sofia, für den er in der Spielzeit 2013/14 in der bulgarischen Eishockeyliga debütierte. Mit Slawia gewann er 2012 und 2013 die bulgarische U16-Meisterschaft sowie 2013 und 2014 den U18-Titel. 2014 war er auch Top-Scorer der nationalen U18-Liga. 2014 ging er nach Kanada, wo er zwei Jahre die Ontario Hockey Academy besuchte. 2015 wurde er von den Amaguin Spartans beim GMHL Draft in der 6. Runde als 175. Spieler ausgewählt. Ab 2016 spielte er für die Oshawa Riverkings in der Greater Montreal Hockey League, Whitby Fury in der Ontario Junior Hockey League und für die Connecticuts Nighthawks in der United States Hockey League. 2018 kehrte er nach Bulgarien zurück, wo er seither beim SK Irbis-Skate, mit dem er 2019, 2023 und 2024 bulgarischer Meister wurde, in der bulgarischen Eishockeyliga spielt.

### International
Im Juniorenbereich spielte Georgiew für Bulgarien in der Division III der U18-Weltmeisterschaften 2013, 2014 und 2015 sowie der U20-Weltmeisterschaften 2013, 2014 und 2016, als er die beste Plus/Minus-Bilanz des Turniers erreichte.
Mit der bulgarischen Herren-Nationalmannschaft nahm Georgiew erstmals an der Weltmeisterschaft der Division III 2014 teil, als seinem Team der Aufstieg in die Division II gelang. Bei den Weltmeisterschaften 2015 und 2016 spielte er in der Division II. 2017, 2018 und 2019, als der Wiederaufstieg in die Division II gelang, spielte er erneut in der Division III. In der Folge stand er 2022, 2023 und 2024 wiederum in der Division II auf dem Eis. Zudem vertrat er seine Farben bei den Olympiaqualifikationen für die Winterspiele in Peking 2022 und in Mailand 2026.

## Erfolge und Auszeichnungen
- 2012 Bulgarischer U16-Meister mit dem HK Slawia Sofia
- 2013 Bulgarischer U16-Meister mit dem HK Slawia Sofia
- 2013 Bulgarischer U18-Meister mit dem HK Slawia sofia
- 2014 Bulgarischer U18-Meister mit dem HK Slawia Sofia
- 2014 Topscorer der bulgarischen U18-Liga
- 2019 Bulgarischer Meister mit dem SK Irbis-Skate
- 2023 Bulgarischer Meister mit dem SK Irbis-Skate
- 2024 Bulgarischer Meister mit dem SK Irbis-Skate

### International
- 2014 Aufstieg in die Division II, Gruppe B bei der Weltmeisterschaft der Division III
- 2016 Beste Plus/Minus-Bilanz bei der U20-Weltmeisterschaft der Division III
- 2019 Aufstieg in die Division II, Gruppe B bei der Weltmeisterschaft der Division III